# Thespesia garckeana
Thespesia garckeana (también conocida por su sinónimo Azanza garckeana) es un árbol en la familia Malvaceae, se encuentra en las partes subtropicales de África meridional en pastizales arbolados, bosques abiertos y bosquecillos. Crece naturalmente sobre un rango de altitudes entre los 1000 a 2000 m sobre el nivel del mar, desde áreas semiáridas a aquellas con alta precipitación. T. garckeana con frecuencia se encuentra sobre o cerca de montículos de termitas.
Nombres comunes: goma de mascar africana (African Chewing Gum), Snot Apple, hibisco árbol (Tree Hibiscus).

## Usos
- El fruto entero excepto las semillas es masticado como goma de mascar, produciendo una baba glutinosa dulce. El fruto también es usado como jarabe y sopa.
- La albura es amarilla y el duramen es café profundo. La madera es fácil de trabajar pero solo es conveniente para objetos pequeños de construcción, manijas de herramientas, yuntas para bueyes, y utensilios domésticos tales como cucharas.
- Las hojas de T. garckeana tienen muchos usos incluyendo abono verde y pajote. Las hojas también proveen un forraje usado con frecuencia.

## Sinonimia
- Shantzia garckeana (F.Hoffm.) Lewton
- Azanza garckeana (F.Hoffm.) Exell & Hillc.
- Thespesia debeerstii De Wild. & T.Durand (1900)
- Thespesia hockii De Wild. (1911)
- Thespesia rogersii S.Moore (1918)[1]